# Ciornohlazivka, Iuriivka
Ciornohlazivka (în ucraineană Чорноглазівка) este un sat în comuna Cerneavșciîna din raionul Iuriivka, regiunea Dnipropetrovsk, Ucraina.

## Demografie
Componența lingvistică a localității Ciornohlazivka
     Ucraineană (95,36%)
     Rusă (3,93%)
     Alte limbi (0,71%)
Conform recensământului din 2001, majoritatea populației localității Ciornohlazivka era vorbitoare de ucraineană (95,36%), existând în minoritate și vorbitori de rusă (3,93%).